# Цзу Ліцзюнь
Цзу Ліцзюнь (26 листопада 1989) — китайський плавець, спеціаліст з плавання на довгі дистанції.
Учасник літніх Олімпійських ігор 2016, де в марафоні 10 км на відкритій воді посів 4-те місце, на 2,2 секунди позаду переможця Феррі Веертмана. Він показав такий самий час, що й бронзовий призер Марк-Антуан Олів'є.